# Île Calseraigne
Pour les articles homonymes, voir île Plane (Tunisie).
L’île Calseraigne ( déformation du terme occitan Cala Seranha) ou île Plane est une île française inhabitée, dans l'archipel de Riou, au sud de Marseille. Son altitude maximum est de 22 mètres. Elle est située dans le parc national des calanques.

## Description
Le relief de l'île est doux comparativement aux autres îles de l'archipel, ce qui vaut à l'île son nom d'île Plane. Le trait de côte est également régulier à l'exception d'une trouée dans la côte nord formant la calanque des Pouars. L'orientation de cette calanque en fait un abri sûr pour les bateaux lorsque le Mistral souffle. Cette particularité serait à l'origine de l'autre nom de l'île : Calseraigne proviendrait de « calanque sereine ». La calanque des Pouars est un site de plongée sous-marine accessible aux débutants puisque de faible profondeur et à l'abri du vent.
L'accès à l'île est strictement limité à la frange littorale de la calanque des Pouars. 

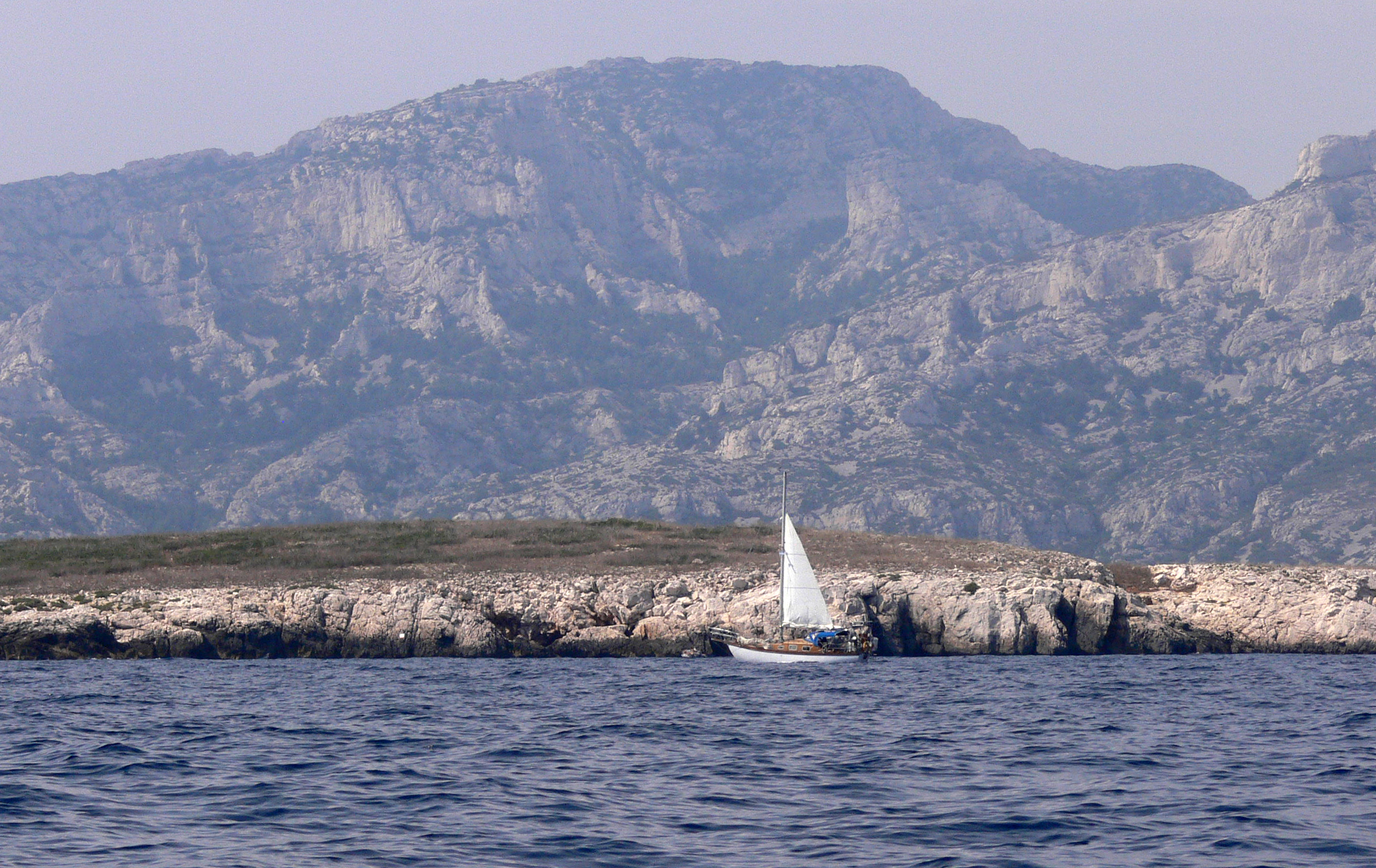
Île Calseraigne.